# Księstwo czerskie
Księstwo czerskie (łac. Ducatus Cirnensis) – historyczne księstwo mazowieckie ze stolicą w Czersku, w którym średniowieczny zamek książęcy góruje nad doliną Wisły.

## Historia
Księstwo zostało utworzone po 31 sierpnia 1247 w wyniku podziału schedy po Konradzie I Mazowieckim pomiędzy synów, książąt Siemowita i Bolesława.
Czersk wraz z okolicami przypadł w udziale księciu Siemowitowi.
W listopadzie 1370 książę mazowiecki i czerski Siemowit III zjednoczył pod swoim panowaniem ziemie Mazowsza właściwego (w granicach władztwa Siemowita I z lat 1248–1262). 25 lutego 1379 Siemowit III wydzielił z ziem księstwa mazowieckiego dzielnice swoim synom – Janusz II otrzymał ziemię czerską i płocką, a Siemowit IV ziemię rawską. 23 września 1381, po śmierci Siemowita III, Janusz ostatecznie objął w posiadanie ziemie: czerską, warszawską, nurską, zakroczymską, ciechanowską, liwską i wyszogrodzką. Natomiast Siemowit IV został księciem na Płońsku, Rawie, Gostyninie, Płocku, Sochaczewie, Wiźnie i Zawkrzu.
W 1406 książę Janusz I Starszy przeniósł stolicę księstwa do Warszawy. 16 lutego 1495 zmarł Janusz II, a o schedę po nim upomniał się król Polski Jan I Olbracht. Ostatecznie, decyzją króla z 20 kwietnia 1496. Konrad III Rudy został dożywotnim lennikiem Korony. Po jego śmierci większość ziem Mazowsza miała zostać inkorporowana do Korony, a jedynie ziemia czerska i liwska miały stanowić dziedziczną oprawę alimentacyjną dla jego potomków. Po śmierci Konrada ówczesny król Polski Aleksander Jagiellończyk zbrojnie upomniał się o prawa Korony do Mazowsza, jednakże przez wzgląd na politykę wewnętrzną Korony i Litwy, w której ważnymi były koneksje wdowy po Konradzie – Anny, postanowił pozostawić Warszawę z przyległościami, obok Czerska, we władaniu jej synów. W nocy z 9 na 10 marca 1526 zmarł ostatni męski przedstawiciel dynastii Piastów mazowieckich, udzielny książę mazowiecko-czerski Janusz III.
10 września 1526 sejm mazowiecki złożył przysięgę na wierność królowi polskiemu. 24 grudnia 1529 sejm walny w Piotrkowie zatwierdził inkorporację Mazowsza do Królestwa Polskiego. Po przyłączeniu Mazowsza do Korony zachowano podział na trzy regiony: województwo rawskie, województwo płockie i województwo mazowieckie. Z terytorium dawnego księstwa czerskiego utworzono ziemię czerską, która wchodziła w skład województwa mazowieckiego.

### Poczet władców
- Siemowit I (w latach 1247–1262)
- jako bracia niedzielni: Bolesław II mazowiecki oraz Konrad II czerski (w latach 1262–1275; do 1264 regentem Bolesław Pobożny)
- Konrad II czerski (w latach 1275–1294)
- Bolesław II mazowiecki (w latach 1275–1310)
- Trojden I (w latach 1310–1341)
- jako bracia niedzielni: Siemowit III i Kazimierz I warszawski (w latach 1341–1349)
- Siemowit III (w latach 1349–1373/4)
- jako bracia niedzielni: Siemowit IV oraz Janusz I Starszy (w latach 1373/4-1381)
- Janusz I Starszy (w latach 1381–1429)
- Bolesław IV warszawski (w latach 1429–1454; do 1436 regentem Anna Fiodorówna)
- jako bracia niedzielni: Konrad III Rudy, Kazimierz III płocki, Janusz II, Bolesław V warszawski| (w latach 1454–1471 ; do 1462 regentem bp. Paweł Giżycki)
- Konrad III Rudy (w latach 1471–1503)
- jako bracia niedzielni: Stanisław mazowiecki oraz Janusz III (w latach 1503–1424; do 1518 regentem Anna Radziwiłłówna)
- Janusz III (w latach 1524–1526)

## Ziemia czerska
W momencie utworzenia ziemia czerska zajmowała obszar 73,5 mil kwadratowych i była na dwie prawie równe części przedzielona Wisłą. W jej skład wchodziły trzy powiaty: czerski (zwany niekiedy garwolińskim), grójecki i warecki; starostwo grodowe czerskie; niegrodowe grójeckie, wareckie, garwolińskie, latowickie, osieckie i stromeckie. Znaczniejsze miasta tej ziemi to Czersk, w którym sejmikował sejmik ziemski, Warka, Grójec, Garwolin i Góra.
Sejmik ziemski obradował w Czersku, obierał dwóch posłów na sejm, a jednego deputata do trybunału co piąty rok, albowiem całe województwo wysyłało corocznie z 10 ziem tylko 2 deputatów, więc wybór wypadał na każdą ziemię po jednym co piąty rok. Czersk liczył się jako stolica województwa mazowieckiego.